# 莱奥·盖尔·冯·施韦彭堡
莱奥·迪特里希·弗朗茨·盖尔·冯·施韦彭堡帝国男爵（德語：Leo Dietrich Franz Reichsfreiherr Geyr von Schweppenburg，1886年3月2日-1974年1月27日），是二战期间的一位德国将领，他是装甲战领域的先驱。他在诺曼底战役期间指挥第5装甲集团军（正式命名为西部装甲集团军），后来担任装甲部队监察长。战后他参与了新建的西德陆军（Bundeswehr）的创建和发展。